# ميكلوس ناغي
ميكلوس ناغي (بالرومانية: Edmund Nagy)‏ هو لاعب كرة قدم. يلعب مع منتخب رومانيا لكرة القدم. سبق له أن لعب في كأس العالم لكرة القدم مع منتخب بلاده.

## روابط خارجية
- ميكلوس ناغي على موقع Soccerway.com (الإنجليزية)
- ميكلوس ناغي على موقع عالم كرة القدم.نت (الإنجليزية)